# 1267
Il 1267 (MCCLXVII in numeri romani) è un anno  del XIII secolo.

## Eventi
- 26 marzo - Viterbo: papa Clemente IV canonizza santa Edvige di Andechs († 1243), già duchessa di Slesia e Polonia, poi monaca cistercense a Trzebnica
- Viene fondata la città di Pechino per opera dei Mongoli.

## Nati
- 10 agosto - Giacomo II d'Aragona, re († 1327)
- 17 dicembre - Go-Uda, imperatore giapponese († 1324)
- Clemenza d'Asburgo, nobildonna
- Enrico I di Brunswick-Lüneburg, nobile tedesco († 1322)
- Ruggero da Fiore, mercenario italiano († 1305)
- Giacomo di Castiglia, principe († 1284)
- Giotto, pittore e architetto italiano († 1337)
- Giovanni I di Namur, marchese († 1330)
- Ranieri I di Monaco, monegasco († 1314)
- Niccolò della Scala, politico italiano

## Morti
- 8 gennaio - William Maudit, VIII conte di Warwick, conte (n. 1220)
- 30 gennaio - Antonio Manzoni, viaggiatore e beato italiano
- 11 giugno - Parisio, religioso e santo italiano (n. 1160)
- 30 agosto - Giovanni d'Auxonne, conte (n. 1190)
- 23 settembre - Beatrice di Provenza, sovrana (n. 1234)
- 9 ottobre - Ottone III di Brandeburgo, sovrano tedesco (n. 1215)
- 26 novembre - Silvestro Guzzolini, abate e santo italiano
- 14 dicembre - Algisio da Rosciate, vescovo cattolico italiano
- 14 dicembre - Casimiro I di Cuiavia, duca (n. 1211)
- 22 dicembre - Matilde di Brabante
- Adelaide di Urslingen
- Alvaro di Urgell, nobile (n. 1239)
- Arsenio I, arcivescovo ortodosso serbo
- Johannes de Deo, giurista e religioso portoghese
- John FitzAlan, VI conte di Arundel, nobile inglese (n. 1223)
- Hayme Hatun, nobildonna ottomana (n. 1176)
- Jutta di Sassonia, regina danese (n. 1223)
- Riccardo Sanseverino, nobile italiano (n. 1220)
- Ugo II di Cipro, re (n. 1253)

## Calendario
| Calendario 1267 | Calendario 1267 | Calendario 1267 | Calendario 1267 | Calendario 1267 | Calendario 1267 | Calendario 1267 | Calendario 1267 | Calendario 1267 | Calendario 1267 | Calendario 1267 | Calendario 1267 | Calendario 1267 | Calendario 1267 | Calendario 1267 | Calendario 1267 | Calendario 1267 | Calendario 1267 | Calendario 1267 | Calendario 1267 | Calendario 1267 | Calendario 1267 | Calendario 1267 | Calendario 1267 | Calendario 1267 | Calendario 1267 | Calendario 1267 | Calendario 1267 | Calendario 1267 | Calendario 1267 | Calendario 1267 | Calendario 1267 | Calendario 1267 |
| --------------- | --------------- | --------------- | --------------- | --------------- | --------------- | --------------- | --------------- | --------------- | --------------- | --------------- | --------------- | --------------- | --------------- | --------------- | --------------- | --------------- | --------------- | --------------- | --------------- | --------------- | --------------- | --------------- | --------------- | --------------- | --------------- | --------------- | --------------- | --------------- | --------------- | --------------- | --------------- | --------------- |
|                 | 1               | 2               | 3               | 4               | 5               | 6               | 7               | 8               | 9               | 10              | 11              | 12              | 13              | 14              | 15              | 16              | 17              | 18              | 19              | 20              | 21              | 22              | 23              | 24              | 25              | 26              | 27              | 28              | 29              | 30              | 31              |                 |
| Gennaio         | Sa              | Do              | Lu              | Ma              | Me              | Gi              | Ve              | Sa              | Do              | Lu              | Ma              | Me              | Gi              | Ve              | Sa              | Do              | Lu              | Ma              | Me              | Gi              | Ve              | Sa              | Do              | Lu              | Ma              | Me              | Gi              | Ve              | Sa              | Do              | Lu              |                 |
| Febbraio        | Ma              | Me              | Gi              | Ve              | Sa              | Do              | Lu              | Ma              | Me              | Gi              | Ve              | Sa              | Do              | Lu              | Ma              | Me              | Gi              | Ve              | Sa              | Do              | Lu              | Ma              | Me              | Gi              | Ve              | Sa              | Do              | Lu              |                 |                 |                 |                 |
| Marzo           | Ma              | Me              | Gi              | Ve              | Sa              | Do              | Lu              | Ma              | Me              | Gi              | Ve              | Sa              | Do              | Lu              | Ma              | Me              | Gi              | Ve              | Sa              | Do              | Lu              | Ma              | Me              | Gi              | Ve              | Sa              | Do              | Lu              | Ma              | Me              | Gi              |                 |
| Aprile          | Ve              | Sa              | Do              | Lu              | Ma              | Me              | Gi              | Ve              | Sa              | Do              | Lu              | Ma              | Me              | Gi              | Ve              | Sa              | Do              | Lu              | Ma              | Me              | Gi              | Ve              | Sa              | Do              | Lu              | Ma              | Me              | Gi              | Ve              | Sa              |                 |                 |
| Maggio          | Do              | Lu              | Ma              | Me              | Gi              | Ve              | Sa              | Do              | Lu              | Ma              | Me              | Gi              | Ve              | Sa              | Do              | Lu              | Ma              | Me              | Gi              | Ve              | Sa              | Do              | Lu              | Ma              | Me              | Gi              | Ve              | Sa              | Do              | Lu              | Ma              |                 |
| Giugno          | Me              | Gi              | Ve              | Sa              | Do              | Lu              | Ma              | Me              | Gi              | Ve              | Sa              | Do              | Lu              | Ma              | Me              | Gi              | Ve              | Sa              | Do              | Lu              | Ma              | Me              | Gi              | Ve              | Sa              | Do              | Lu              | Ma              | Me              | Gi              |                 |                 |
| Luglio          | Ve              | Sa              | Do              | Lu              | Ma              | Me              | Gi              | Ve              | Sa              | Do              | Lu              | Ma              | Me              | Gi              | Ve              | Sa              | Do              | Lu              | Ma              | Me              | Gi              | Ve              | Sa              | Do              | Lu              | Ma              | Me              | Gi              | Ve              | Sa              | Do              |                 |
| Agosto          | Lu              | Ma              | Me              | Gi              | Ve              | Sa              | Do              | Lu              | Ma              | Me              | Gi              | Ve              | Sa              | Do              | Lu              | Ma              | Me              | Gi              | Ve              | Sa              | Do              | Lu              | Ma              | Me              | Gi              | Ve              | Sa              | Do              | Lu              | Ma              | Me              |                 |
| Settembre       | Gi              | Ve              | Sa              | Do              | Lu              | Ma              | Me              | Gi              | Ve              | Sa              | Do              | Lu              | Ma              | Me              | Gi              | Ve              | Sa              | Do              | Lu              | Ma              | Me              | Gi              | Ve              | Sa              | Do              | Lu              | Ma              | Me              | Gi              | Ve              |                 |                 |
| Ottobre         | Sa              | Do              | Lu              | Ma              | Me              | Gi              | Ve              | Sa              | Do              | Lu              | Ma              | Me              | Gi              | Ve              | Sa              | Do              | Lu              | Ma              | Me              | Gi              | Ve              | Sa              | Do              | Lu              | Ma              | Me              | Gi              | Ve              | Sa              | Do              | Lu              |                 |
| Novembre        | Ma              | Me              | Gi              | Ve              | Sa              | Do              | Lu              | Ma              | Me              | Gi              | Ve              | Sa              | Do              | Lu              | Ma              | Me              | Gi              | Ve              | Sa              | Do              | Lu              | Ma              | Me              | Gi              | Ve              | Sa              | Do              | Lu              | Ma              | Me              |                 |                 |
| Dicembre        | Gi              | Ve              | Sa              | Do              | Lu              | Ma              | Me              | Gi              | Ve              | Sa              | Do              | Lu              | Ma              | Me              | Gi              | Ve              | Sa              | Do              | Lu              | Ma              | Me              | Gi              | Ve              | Sa              | Do              | Lu              | Ma              | Me              | Gi              | Ve              | Sa              |                 |